# Хронологија ФНРЈ и КПЈ април 1946.
Хронолошки преглед важнијих догађаја везаних за друштвено-политичка дешавања у Демократској Федеративној Југославији (ДФЈ) и деловање Комунистичке партије Југославије (КПЈ), као и општа политичка, друштвена, спортска и културна дешавања која су се догодила у току априла месеца 1946. године.
| ← март · Хронологија ФНРЈ и КПЈ током 1946. године · мај → |

### 1. април
- Отпочеле припреме за организовање изградње омладинске пруге Брчко-Бановићи (овај дан се обележава као Дан омладинских радних акција). Градња пруге, дуге 92 километра, отпочела је 1. маја, а у њеној изградњи учествовало је 62.268 омладинаца из читаве Југославије, као и више од 1.000 омладинаца из иностранства. Пругу је на годишњицу Велике октобарске социјалистичке револуције, 7. новембра исте године, свечано отворио председник Владе ФНРЈ Јосип Броз Тито.[1]

### 9. април
- Народна скупштина ФНРЈ донела Основни закон о браку и Закон о државним матичним књигама, чиме је уведен обавезан грађански брак, а црквене књиге изгубиле карактер јавно-правних исправа (до краја године жене су у свим грађанским правима изједначене са мушкарцима).[2]

### 13. април
- Влада ФНРЈ признала Владу Шпанске републике у избеглиштву, која је основана одмах по завршетку грађанског рата 1939. и постојала  све до првих вишестраначких избора у Шпанији, 1977. године.

### 16. април
- На седници Собрања НР Македоније изабрана нова Влада НР Македоније, за чијег је председника поново изабран Лазар Колишевски.[3]

### 26. април
- У Паризу, од 26. априла до 17. маја, одржан састанак министара иностраних послова великих Савезничких земаља (САД, СССР, Велика Британија и Француска) на коме су закључавани мировни уговори са европским државама, које су током Другог светског рата биле савезнице Трећег рајха. Представници Велике Британије, Француске и САД дали су на овом састанку предлог о разграничењу између Југославије и Италије, који Влада ФНРЈ није прихватила због неповољности. Југословенску делегацију на овом састанку предводио је потпредседник Владе ФНРЈ Едвард Кардељ, а сачињавали су је — Сава Косановић, Саво Златић и Љубо Леонтић.[3]